# Dietrich Braess
Dietrich Braess (Amburgo, 16 giugno 1938) è un matematico tedesco noto per il paradosso che porta il suo nome.
Ha conseguito il dottorato nel 1964 all'Università di Amburgo in fisica. Si è poi trasferito a matematica, abilitato il nel 1968 presso l'Università di Münster, dove è stato poi professore. Dalla fine degli anni '70 e fino al 2003 è stato professore all'Università della Ruhr a Bochum.
Si occupava di teoria dell'approssimazione, metodi multi-reticolo ed elementi finiti, metodi CG. È noto per la pubblicazione del paradosso di Braess formulato nel 1968.
Dietrich Braess è in pensione dall'estate 2003.